# 1399 en Angleterre
Chronologie de l'Angleterre
- 1395
- 1396
- 1397
- 1398
- 1399
- 1400
- 1401
- 1402
- 1403

Cette page concerne l'année 1399 du calendrier julien.

## Naissances en 1399
- 4 mai : John Carpenter, évêque de Worcester
- 9 octobre : Thomas de Scales, 7e baron Scales (en)
- Date inconnue :
  - William II Canynges, marchand
  - Giles Daubeney, chevalier
  - William FitzHugh, 4e baron FitzHugh
  - Michael Tregury, archevêque de Dublin (en)

## Décès en 1399
- 3 février : Jean de Gand, 1er duc de Lancastre et d'Aquitaine, 5e comte de Lancastre, 6e comte de Leicester et 2e comte de Derby
- 6 février : John Bettesthorne, member of Parliament pour le Wiltshire
- 10 mars : John Bokyngham, évêque de Lincoln
- 24 mars : Marguerite de Norfolk, 1re duchesse de Norfolk et 2e comtesse de Norfolk
- 24 avril : Philip Darcy, 4e baron Darcy de Knayth
- 18 juillet : Peter Stokes, prêtre carmélite
- 29 juillet :
  - William le Scrope, 1er comte de Wiltshire et roi de Man
  - John Bussy, speaker de la Chambre des communes
  - Henry Green, conseiller
- 2 septembre : Humphrey, 2e comte de Buckingham
- 13 septembre : Philippa FitzAlan, noble
- 22 septembre : Thomas de Mowbray, 1er duc de Norfolk, 3e comte de Norfolk, 1er comte de Nottingham, 6e baron Mowbray et 7e baron Segrave (en)
- 3 octobre : Éléonore de Bohun, duchesse de Gloucester
- 12 novembre : John Cobham, member of Parliament
- Date inconnue :
  - Richard Abberbury, member of Parliament pour l'Oxfordshire
  - John le Boteler, propriétaire terrien
  - William Pecche, member of Parliament pour le Kent
  - John Prophet, member of Parliament pour Hereford
  - Agnes Ramsey, négociante